# 乌山街道
乌山镇位于湖南省长沙市望城区中部偏西，处洞庭湖平原南缘，紧邻大众垸，地缘上东与高塘岭镇接壤，南与黄金镇、白箬铺镇为邻，西与宁乡县金洲镇交界，北隔沩水与新康乡相望。辖域总面积102平方公里，总人口4.1万人（2000年人口普查37，631人）。下辖10个行政村、1个社区居委会，241个村民组；政府驻徐家桥社区。

## 历史
乌山镇曾为善化县辖域，撤善化县入长沙县后为长沙县辖域，望城县成立以后为望城县辖域。今乌山镇在1951年属杲山乡、新桥乡、长塘等乡地域。
- 1958年属乌山人民公社，之后隶属于高塘岭区，1984年改名乌山乡，1995年2月25日更名乌山镇。
- 1995年6月撤区并乡镇后直接隶属于县政府，撤区并乡镇时原友仁乡铜塘村划入乌山镇管辖。
- 2002年全镇辖25个村、1社区；2004年村级区划调整后，辖11个村、1社区。
- 2015年11月19日，将乌山镇和喻家坡街道成建制合并设立乌山街道。[1]

| 2002年乌山镇行政区划（社区和村）                                                                        | |
| 2002年，全镇辖25个村、1社区，452个村民小组、5居民小组，共计9830户，总人口38686人，其中农业人口37630人。 | |
| 项目 | 单位详列 |
| 25个村                                                                                                  | 八曲村、白沙村、长岭村、大农村、枫树村、高桥村、杲山村、巩桥村、湖塘村、黄花村、金盘村、金山村、金塘村、马龙村、梅湖村、南中村、坪塘村、铁弓村、铜塘村、团山村、乌山村、心桥村、新华村、艳群村和秧田村 |
| 1社区                                                                                                   | 徐家桥社区 |

## 现行行政区划
下辖10个行政村1个社区，分别为：
徐家桥社区、团山湖村、八曲河村、金树村、黄花岭村、龙王岭村、茶园村、蓟家巷村、双兴村、乌山村和双丰村。

## 交通
- 许龙线横贯东西，为高标准柏油马路，与319国道相连，距长沙市区仅19公里。
- 梅石公路是通往县城的主干道，两边绿树成荫，全长8.8公里,面宽6米，为高标准水泥公路。
- 长常高速公路沿边境而过，距入口处友仁收费站仅4公里，客运、货运极为方便．经高速公路到长沙只需15分钟，到益阳市只需40分钟。
- 石长铁路穿境而过，并在乌山设有车站，客货两便，可为厂矿企业原料和产品的进出提供极大方便。